# Homer Virgil Pinkley
Homer Virgil Pinkley (1938) es un botánico estadounidense.
Es investigador en el "Herbario del Jardín Botánico de Nueva York"; y es especialista en Myrsinaceae, Clusiaceae, y en flora neotropical.
Ha desarrollado también actividades científicas en Colombia

## Algunas publicaciones
- a.h. der Marderosian, homer virgil Pinkley, m.f. Dobbins. 1968. Native Use and Occurrence of N, N- dimetyltryptamine in the Leaves of Banisteriopsis rusbyana". American Journal of Pharmacy 140: 137-47

### Libros
- homer virgil Pinkley. 1973. The ethno-ecology of the Kofán Indians. Editor Harvard University, 518 pp.

- -------------------------------. 1969a. Plant admixtures to Ayahuasca, the South American hallucinogenic drink. Edición reimpresa

- -------------------------------. 1969b. Etymology of Psychotria in view of a new use of the genus. Edición reimpresa

## Eponimia
- (Araceae) Anthurium pinkleyi Croat & Carlsen[2]